# Kokott (przedsiębiorstwo)
Kokott – polska firma z siedzibą w Katowicach, zajmująca się produkcją i dystrybucją odzieży sportowej (piłka nożna, siatkówka, koszykówka, piłka ręczna).
Firma powstała w 1987 roku. Z jej produktów korzystają zespoły piłkarskie polskiej ekstraklasy, I ligi oraz niższych klas rozgrywkowych w Polsce i Niemczech a także ekstraklasy w futsalu. Oprócz strojów firma oferuje dresy, torby sportowe i rękawice bramkarskie. Wykonuje również nadruki na strojach sportowych. Ponadto zajmuje dystrybucją piłek niemieckiej firmy Derbystar.

## Niektóre zespoły występujące w strojach firmy Kokott
- Ruch Chorzów (piłka nożna)
- Podbeskidzie Bielsko-Biała (piłka nożna)
- GKS Katowice (piłka nożna)
- GKS Bełchatów (piłka nożna)
- Górnik Łęczna (piłka nożna)
- Polonia Bytom (piłka nożna)
- Ruch Radzionków (piłka nożna)
- Sarmacja Będzin (piłka nożna)
- Rozwój Katowice (piłka nożna)
- P.A. Nova Gliwice (futsal)
- Clearex Chorzów (futsal)
- Gwiazda Ruda Śląska (futsal)
- KPR Ruch Chorzów (piłka ręczna)
- AZS-AWF Katowice (koszykówka)
- MKS MOS Będzin (siatkówka)
- KS Kreple Ochojec (piłka nożna 6 osobowa)